# Stelis robusta
Stelis robusta är en orkidéart som beskrevs av Rudolf Schlechter. Stelis robusta ingår i släktet Stelis och familjen orkidéer. Inga underarter finns listade i Catalogue of Life.